# شون بيلي
شون بيلي (19 فبراير 1990 بنورتش في المملكة المتحدة - )  (بالإنجليزية: Shaun Bailey)‏ هو لاعب كريكت بريطاني. لعب مع نادي مقاطعة نورثامبتونشير للكريكت ‏.

## وصلات خارجية
- شون بيلي على موقع إي آس بي آن كريك إنفو (الإنجليزية)